# Zámek v Ludwigsburgu
Zámek v Ludwigsburgu, německy Residenzschloss Ludwigsburg, je rozsáhlý zámecký komplex v německém městě Ludwigsburg vystavěný v barokním slohu. Někdy je nazýván Švábské Versailles. Osmnáct budov s 452 místnostmi se rozkládá na pozemku zvícím 32 hektarů, což z Ludwigsburgu činí největší zámecký komplex v Německu. Nejstarší částí je Alter Hauptbau, v něm sídlili württemberští vévodové (a později i králové). Stavitelem zámku byl především vévoda Eberhard Ludvík. Stavba začala roku 1704, práce na hlavní části skončily v roce 1733. Na projektu a stavbě se podílela řada architektů, mezi nimi zejména Johann Friedrich Nette a Ital Donato Giuseppe Frisoni. Poslední z hlavních křídel zámku, tzv. Neuer Hauptbau, dokončil Francouz Philippe de La Guêpière již v rokokovém stylu. Nikolaus Friedrich von Thouret dal později především vnitřním prostorám charakter neoklasicistní. V roce 1918 byl zámek otevřen veřejnosti, od roku 1947 se zde pravidelně koná kulturní festival (Ludwigsburger Schlossfestspiele), zaměřený především na vážnou hudbu, jinak založený již roku 1932. Uvnitř zámku jsou dvě muzeální expozice věnované dějinám módy a porcelánu. Severně od zámku se nachází letohrádek Favorite postavený Frisonim roku 1717. V rozlehlých zámeckých zahradách, jimž byla vrácena původní barokní podoba, v současnosti turisté naleznou naučnou stezku, kde se děti učí rozeznávat zpěv různých druhů ptáků.